# Battle Raper
Battle Raper là game đầu tiên trong loạt Battle Raper do Illusion Soft sản xuất.

## Cốt truyện
Một tổ chức quân sự bí mật tên ASSHUR đã bắt Kisaragi Jou, một cảnh sát quốc tế. Raku, bác sĩ của ASSHUR, biến Jou thành một vũ khí sinh học tên Zenon và ra lệnh cho anh đi hiếp dâm phụ nữ.